# 박범수 (기자)
박범수(1968년 ~ )는 대한민국의 MBC 뉴스룸 국장이다. 

## 학력
- 고려대학교 국어국문학 학사
- 고려대학교 대학원 정치외교학과 석사
- 옥스퍼드대학교 로이터펠로우십 연수

## 경력
- MBC 보도국 기자 입사(1997년)
- MBC 워싱턴특파원
- MBC 보도국 인권사회팀장
- MBC 보도국 사회정책팀장
- MBC 보도국 정치팀장
- MBC 뉴스룸 취재센터장
- MBC 뉴스룸 국장